# Calligraphidia opulenta
Calligraphidia opulenta är en fjärilsart som beskrevs av Heinrich Benno Möschler 1888. Calligraphidia opulenta ingår i släktet Calligraphidia och familjen nattflyn. Inga underarter finns listade i Catalogue of Life.